# Emerson (Manitoba)
Emerson es una localidad canadiense ubicada en el sur de la provincia de Manitoba. Se encuentra al norte de la frontera internacional entre Canadá y los Estados Unidos. 

## Geografía
Emerson se encuentra ubicada en las coordenadas 49°00′25″N 97°12′53″O / 49.00694, -97.21472. Asimismo, se localiza en la frontera entre Canadá y los Estados Unidos, ubicándose a unos 5 km de Pembina, en Dakota del Norte, la cual es la ciudad más próxima al sur de la frontera.

### Clima
| Parámetros climáticos promedio de Emerson (1981–2010) | Parámetros climáticos promedio de Emerson (1981–2010) | Parámetros climáticos promedio de Emerson (1981–2010) | Parámetros climáticos promedio de Emerson (1981–2010) | Parámetros climáticos promedio de Emerson (1981–2010) | Parámetros climáticos promedio de Emerson (1981–2010) | Parámetros climáticos promedio de Emerson (1981–2010) | Parámetros climáticos promedio de Emerson (1981–2010) | Parámetros climáticos promedio de Emerson (1981–2010) | Parámetros climáticos promedio de Emerson (1981–2010) | Parámetros climáticos promedio de Emerson (1981–2010) | Parámetros climáticos promedio de Emerson (1981–2010) | Parámetros climáticos promedio de Emerson (1981–2010) | Parámetros climáticos promedio de Emerson (1981–2010) |
| Mes                                                   | Ene.                                                  | Feb.                                                  | Mar.                                                  | Abr.                                                  | May.                                                  | Jun.                                                  | Jul.                                                  | Ago.                                                  | Sep.                                                  | Oct.                                                  | Nov.                                                  | Dic.                                                  | Anual                                                 |
| ----------------------------------------------------- | ----------------------------------------------------- | ----------------------------------------------------- | ----------------------------------------------------- | ----------------------------------------------------- | ----------------------------------------------------- | ----------------------------------------------------- | ----------------------------------------------------- | ----------------------------------------------------- | ----------------------------------------------------- | ----------------------------------------------------- | ----------------------------------------------------- | ----------------------------------------------------- | ----------------------------------------------------- |
| Temp. máx. abs. (°C)                                  | 11.1                                                  | 15.6                                                  | 23.3                                                  | 37.2                                                  | 41.1                                                  | 40.0                                                  | 44.4                                                  | 39.5                                                  | 38.5                                                  | 33.0                                                  | 22.2                                                  | 9.4                                                   | 44.4                                                  |
| Temp. máx. media (°C)                                 | -11.5                                                 | -7.6                                                  | -0.3                                                  | 13.4                                                  | 20.3                                                  | 23.9                                                  | 25.6                                                  | 26.0                                                  | 19.1                                                  | 11.2                                                  | -1.4                                                  | -8.2                                                  | 9.0                                                   |
| Temp. media (°C)                                      | -16.3                                                 | −12.6                                                 | -5.2                                                  | 4.9                                                   | 13.1                                                  | 17.5                                                  | 19.5                                                  | 19.2                                                  | 12.9                                                  | 5.7                                                   | -5.3                                                  | -12.5                                                 | 2.6                                                   |
| Temp. mín. media (°C)                                 | -21.1                                                 | -17.5                                                 | -10.0                                                 | -1.5                                                  | 5.8                                                   | 11.1                                                  | 13.3                                                  | 12.4                                                  | 6.7                                                   | 0.2                                                   | -9.3                                                  | -16.8                                                 | -2.2                                                  |
| Temp. mín. abs. (°C)                                  | -44.4                                                 | -46.7                                                 | -38.9                                                 | -26.1                                                 | -10.6                                                 | -3.3                                                  | 1.1                                                   | -1.1                                                  | -12.2                                                 | -21.1                                                 | -40.0                                                 | -40.6                                                 | -46.7                                                 |
| Precipitación total (mm)                              | 26.9                                                  | 21.2                                                  | 24.7                                                  | 28.5                                                  | 58.4                                                  | 90.2                                                  | 94.1                                                  | 74.1                                                  | 57.5                                                  | 46.7                                                  | 36.7                                                  | 32.8                                                  | 591.6                                                 |
| Lluvias (mm)                                          | 0.6                                                   | 0.7                                                   | 10.4                                                  | 20.3                                                  | 58.2                                                  | 90.2                                                  | 94.1                                                  | 74.1                                                  | 57.4                                                  | 40.4                                                  | 11.5                                                  | 3.1                                                   | 460.9                                                 |
| Nevadas (cm)                                          | 26.2                                                  | 20.5                                                  | 14.3                                                  | 8.9                                                   | 0.3                                                   | 0.0                                                   | 0.0                                                   | 0.0                                                   | 0.1                                                   | 6.3                                                   | 25.3                                                  | 29.7                                                  | 131.6                                                 |
| Días de precipitaciones (≥ 0.2 mm)                    | 11.4                                                  | 9.0                                                   | 8.9                                                   | 5.9                                                   | 9.6                                                   | 11.6                                                  | 11.4                                                  | 9.2                                                   | 9.2                                                   | 9.6                                                   | 9.7                                                   | 11.0                                                  | 116.5                                                 |
| Días de lluvias (≥ 0.2 mm)                            | 0.5                                                   | 0.8                                                   | 3.7                                                   | 5.1                                                   | 9.5                                                   | 11.6                                                  | 11.4                                                  | 9.2                                                   | 9.2                                                   | 8.3                                                   | 3.2                                                   | 0.8                                                   | 73.3                                                  |
| Días de nevadas (≥ 0.2 cm)                            | 11.1                                                  | 8.5                                                   | 6.8                                                   | 2.3                                                   | 0.31                                                  | 0.0                                                   | 0.0                                                   | 0.0                                                   | 0.06                                                  | 1.7                                                   | 7.9                                                   | 10.5                                                  | 49.2                                                  |
| Fuente: Environment Canada                            |                                                       |                                                       |                                                       |                                                       |                                                       |                                                       |                                                       |                                                       |                                                       |                                                       |                                                       |                                                       |                                                       |